# Kalmückenfrau
Die Kalmückenfrau wurde ca. 1865 von Wilhelm Kiesewetter als Ölgemälde porträtiert. Wilhelm Kiesewetters Malerei zur Erkundung fremder Ethnien war im 19. Jahrhundert der Versuch, Menschen und Gebräuche fremder Ethnien auf naturgetreue Weise mit Hilfe der künstlerischen Malerei zu dokumentieren. Ein Beispiel für diese seinerzeit neue Aufgabe der Malerei ist das Porträt einer Frau aus dem Volk der Kalmücken, das aus dem Nachlass des Malers stammt und sich heute im Depot des Berliner Museums Europäischer Kulturen befindet.

## Geschichtlicher Hintergrund
Der Maler und Ethnograph Wilhelm Kiesewetter reiste quer durch Europa u. a. auch nach Kalmückien, in jener Zeit Teil des Russischen Reiches. auf dieser Reise entstanden 19 Gemälde zu Leben, Sitten und Gebräuchen der Kalmücken. Dieses Bild gehört zu den von Kiesewetter nach seinem Tod hinterlassenen 176 Gemälden. Ca. 1868 wurden sie dem Kupferstichkabinett der Königlich Preußischen Museen übergeben. 1876 wurde diese Sammlung dann an die Königliche Nationalgalerie weitergegeben.
1910 reichte die Nationalgalerie die Kiesewetter Gemälde an das 1873 gegründete Museum für Völkerkunde weiter. 1934 wurde im Museum für Völkerkunde eine Abteilung „Eurasien“ eingerichtet. Es wurden 28 Gemälde mit europäischen Motiven an diese Abteilung gegeben. 1990–1992 erhielt das Museum für Völkerkunde 45.000 Ethnographica aus Leipzig, die während des Zweiten Weltkriegs ausgelagert waren. Dazu gehörten 90 Kiesewetter-Gemälde. Im neu gegründeten Museum Europäischer Kulturen wurde 1999 ein Teil des Gesamtwerkes Kiesewetters erstmals wieder der Öffentlichkeit vorgestellt.
Da Kiesewetter seine Bilder selbst als ethnographische Reisebilder bezeichnete, die er unterwegs auf seinen langjährigen Erkundungsreisen anfertigte, kann man bei der Kalmückin nicht von einem klassischen Porträt sprechen, aber auch nicht von einem Genrebild, denn es zeigt außer der Person nichts von ihrer Umgebung. Auch wenn die Person lächelnd in einen Spiegel schaut, sind individuelle Gesichtszüge unwahrscheinlich, sondern eher typisierte. „Viele Kunstforscher neigen dazu, überall, wo sie nur einen gewissen Grad an individualisierender Charakteristik in einem Kunstwerk bemerken, sogleich ein Porträt zu vermuten […]“. Zur Definition des Bildes einer jungen Kalmückin als ein der Gattung der Porträtmalerei zuzuordnendes Werk, kann sicher nicht mit der kunsthistorischen Tradition der Bildnismalerei zu fassen sein, da dies meist jungen Damen von höherem Stand vorbehalten war oder repräsentativen Zwecken diente.
Als reine Genremalerei dient dieses Gemälde auch nicht, lässt doch der Hintergrund keine örtliche oder zeitliche oder kulturelle Einbettung erkennen. Das Bild ist auf eine junge Frau fokussiert, auf dem unteren Bildrand mit Kalmückin bezeichnet, die an ihrer Tracht und Kopfbedeckung erkennbar ist. Der Spiegel ist der einzige Gegenstand auf diesem Gemälde.

## Beschreibung kunsthistorischer Kontext
Maße :24,5 cm × 19 cm – am unteren Bildrand (mittig auf ungrundierter Leinwand) handschriftlich mit „Kalmückinn“ bezeichnet.
Kiesewetter malte unterwegs, so zum Beispiel auch in einer kalmückischen Jurte. Ein Selbstporträt als reisender Maler zeigt ihn malend, vor einer Staffelei sitzend, umringt von mehreren Bewohnern Kalmückiens. Hier trifft der Begriff der ethnographischen Genremalerei aus Claasens Beitrag „Ländliche Interieurs“ von ca. 1900 zu, denn sowohl der Innenraum der Jurte ist gut erkennbar, er gibt auch den Blick auf eine ferne Landschaft frei. In seinen ethnographischen Reisebildern nimmt Kiesewetter selbst eine Klassifizierung nach den verschiedenen Ethnien, die er erkundete vor, wie „Von den Tartaren“ und „Von den Kalmücken“. Sein Inhaltsverzeichnis verzeichnet 15 Bilder aus dem Leben der Kalmücken. Titel wie „wandernde Kalmückenherde“ oder „Rathshütte der Kalmücken“ oder „Lama der Kalmücken im Gebet“ zeugt auch von seinem Interesse, das tägliche Leben und seinen Rituale beobachten und mit Gemälden dokumentieren zu wollen. Das Gemälde ist mit „Kalmückinn“ auf der Vorderseite handschriftlich bezeichnet, im Depot des MEK unter der Ident. Nr. II E11 inventarisiert – und der Kurzbeschreibung: „Eine Frau betrachtet ihr Gesicht im Spiegel. Sie trägt ein rot-braunes Gewand und die traditionelle Kopfbedeckung.“ Das Bild ist Teil des momentanen (2017) Bestands von 162 Ölgemälden u. a., der in seiner Bestandsaufnahme 19 Gemälde der Gruppe der Kalmücken verzeichnet. In Kiesewetters Aufzeichnungen finden sich seine Beschreibung der Reiseruten. Demnach reiste er, nachdem er am 16. Juni 1838 in Berlin aufgebrochen war, u. a. „…im März 1844 nach Sarpeta, wo sich eine Missionsstation der Herrnhuter Brüdergemeine befand. Zu Pferd ritt er dann südlich von Sarpeter in das Steppengebiet der damals noch nomadisierenden Kalmücken….“ Demnach ist anzunehmen, dass das Bild im Jahre 1844 entstanden ist, denn nach weiteren Stationen bis zum Kaspischen Meer, erreichte er im Frühjahr 1845 eine armenische Kolonie, die nahe dem Asowschen Meer siedelte. Schließlich kehrte er nach 11-jähriger Reise mit seinen Gemälden und Modellen nach Berlin zurück.
Im Juni 1854 schrieb Alexander von Humboldt in seinem Grußwort zu Kiesewetters Veröffentlichung seines Tagebuches im Selbstverlag „…Eine solche Anwendung der Kunst, eindringend in die Stammverschiedenheit des Menschengeschlechts, in das innere häusliche Leben, die Gebräuche des Cultus, die Physiognomik der landschaftlichen Umgebung, hat einen sehr edlen – auf Belehrung gerichteten Zweck….“
Und sein Verdienst und Legitimation seiner Werke an der Menschheit, reflektiert er selber in seiner Einleitung des Tagebuchs: „Dem größeren Publikum eine Anschauung der verschiedenen Gesichtsbildung, der Sitten und Gebräuche mannigfacher, weniger bekannter und weniger kultivierter Völkerstämme zu geben, veranlasste mich, dieselben auf vieljährigen Wanderungen zu studieren und Bilder nach dem Leben an Ort und Stelle naturgetreu darzustellen.“ Sein aufklärerischer Selbstauftrag und die Selbstfinanzierung lagen im damaligen Trend der Zeit der reisenden Künstler-Forscher und der Weltentdeckung. Unter welchen Umständen er bei den Kalmücken lebte und arbeitete, geht aus einer seiner Beschreibungen hervor: „Die schelmäugigen Kalmücken, welche auf den weiten Steppen am Kaspischen Meere unter Zelten leben und auf üppigen Grasmatten mit ihren zahlreichen Herden ein wanderndes Leben führen, zeigten sich mir als Beschützer der Kunst und des Künstlers….“ Er versuchte sich in das Leben und in die Kultur der jeweiligen Ethnie hineinzuleben. Bei den Kalmücken erfuhr er sogar geistlichen Beistand in einem buddhistischen Götzentempel, in dem eine Gebetsmaschine für ihn die Gunst der Götter erbat. Er erarbeitete sich einen neuen Volksstamm sehr systematisch und suchte das jeweils Charakteristische in seinen Gemälden zum Ausdruck zu bringen. „Als Grundlage dieser Sammlung („Menschenslg.“ Anmerkung d.V.) malte ich zunächst die Kalmücken-Fürstin an der Spitze ihrer wandernden Horde, das innere des Götzentempels der Kalmücken mit den versammelten Priestern, so wie auch den Lama oder Oberpriester. Die Charaktere stellte ich in mehreren Bildnissen dar, als echte Repräsentanten der mongolischen Menschenrace; unter andern einen Oberpriester in seinem Tempelornat, einen Hirten und eine kalmückische Schönheit.“ Die Periode bei den Kalmücken hielt er in der Beschreibung seiner Audienz bei der Kalmücken-Fürstin fest, die einen genauen Einblick in den in dieser geografischen Region bislang unbekannten mongolischen Volksstamm bietet:
Er beschreibt Größe und Anzahl der Menschen und Herden, ihre Sitten und Gebräuche. Er berichtet über Rangordnungen, die er als Maler einzuhalten hätte, wenn er schreibt:„…weil es nicht höflich sei, einen Unterthan zu malen, ehe noch das Bildnis der Fürstin beendet sei…“ und nach dem Porträt der Fürstin zunächst den Lama und die Priesterschaft (malte), sodann den Minister mit den Rathsherren, den hohen und den niederen Adel und zuletzt das Volk zu malen. Er bezeichnete sich selbst als kalmückischer Hofmaler. Die beeindruckend geschilderte Szene, wie er im Zelt der Fürstin empfangen wurde, um sie zu malen, kundet von einer reich geschmückten Person in einem ebenso reich geschmückten Interieur. Die Kalmücken waren mit Malerei vertraut, fertigten doch ihre Priester Bilder von ihren Heiligen und Göttern mit Wasserfarben auf Papier an. Sie konnten jedoch noch keine realistischen Abbildungen schaffen, so erregte Kiesewetter großes Aufsehen nach der Fertigstellung des sehr ähnlichen Fürstinnenporträts und man nannte ihn den größten Künstler bei den Kalmücken. Allein die Anzahl von 19 Gemälden aus dem Leben der Kalmücken wird nur von denen der Krimtataren mit 33 Bildern übertroffen. Dort hat er auch eine längere Zeit verbracht – insgesamt 2 Jahre. (1)
Bildbeschreibung
Auf dem Bild der Kalmückin sieht man die junge Frau mit einer traditionellen Kopfbedeckung, die im oberen Bereich eine ockergelbe Farbe hat und im unteren Teil, der dem Haarkleid am nächsten liegende, schwarz gehalten ist, sodass er visuell mit dem schwarzen Haar verschmilzt. An beiden Seiten der Mütze hängt jeweils ein langer schwarzer Schal herab, in denen die schwarzen Zöpfe eingewickelt sind und in schwarzen Bommeln enden. Die junge Frau hält die Zopfbänder locker in ihren groben Händen. Auf dem Boden hockend ist sie im Dreiviertelprofil dargestellt. Ein Ohrring ist sichtbar, sie schaut lächelnd in einen Spiegel, der an einem Stab befestigt im Boden steckt. Das rot-braune Gewand weist im Brustbereich gestickte Verzierungen auf. Darunter trägt sie eine helle Bluse mit Kragen. Das Kalmückische Hirtenvolk stellte u. a. von ihren Tieren seine eigene Wolle her. Der Stoff des Gewandes ist mit seiner stumpfen Oberfläche als Baumwolle/Wolle zu identifizieren. Es ist keine Seide, diese war den Priestergewändern und den Roben der Fürstin vorbehalten. Außer der sparsamen Bustierverzierung zeichnet sich das Gewand durch Schlichtheit als eine Bekleidung einer Frau aus dem Volk aus. Die Darstellung der einfachen Leute in Gemälden in dieser Zeit war eigentlich nicht üblich. Zwar wurden Bildnisse von jungen heiratsfähigen Damen in den höfischen Kreisen und in den Adelsfamilien quer durch ganz Europa gereicht, wenn es darum ging, seine weiblichen Familienmitglieder unter die Haube zu bringen und Ländereien auf diese Weise zu vermehren oder umzuverteilen, aber der niedere Stand war selten Gegenstand der Malerei. Die Eltern leiteten die Geschicke ihrer Nachkommen, so auch bei den Kalmücken: „So erwählen die Eltern für ihn (Sohn) aus den Töchtern der Steppe.“ „Da die Hochzeit bei den Buddhisten nicht von materiellen Interessen geleitet ist, kann im Zweifelsfall zwischen zwei Männern die werdende Braut durch Kampfspiel wählen lassen….“ Er berichtet von einem Bild, das er endlich von einem Mädchen malen durfte, das aus dem „schwarzen Volk“ stamme und das nach drei Anläufen zur Erwählung ihres zukünftigen Mannes wieder zu den Eltern zurückgekehrt sei. „Sie hatte schon wieder in Begleitung ihres Bruders mein Atelier besucht und an meinen Kunstarbeiten großen Gefallen gefunden…. Die Bekleidung der kalmückischen Damen besteht aus einem kurzen tatarischen Kaftan und faltigen Beinkleidern unter einem langen blauen oder rothen Gewande, welches auf der Brust mit Stickereien aus bunter Wolle und silbernen oder zinnernen Knöpfen verziert ist.“ In der Geschichte über die Vor-Hochzeits-Zeremonien und Auserwählung des Partners spricht er immer wieder von diesem Mädchen, das sein Atelierzelt mit ihrem Bruder zusammen besuchte als „…stolze Schönheit….die gar nicht so schön sei, aber für die Kalmücken eben doch…“ die er vor einiger Zeit gemalt hatte und in deren Zelt er sich eines Nachts verirrte und in ihrem Pelz neben ihr am nächsten morgen erwachte. Durch Unkenntnis der Sitten und Riten hat er dieses Mädchen bei einer vermeintlichen Entführung zu Pferde gerettet, sodass sie ihm zugesprochen wurde. Er war darüber gar nicht erfreut und zog seinen Kopf durch diplomatisches Geschick aus der Schlinge, was der jungen Dame letztendlich die Freiheit schenkte und sie schließlich ihren Herzensjüngling ehelichen konnte und priesterlichen Segen erhielt.